# Circo di Gavarnie

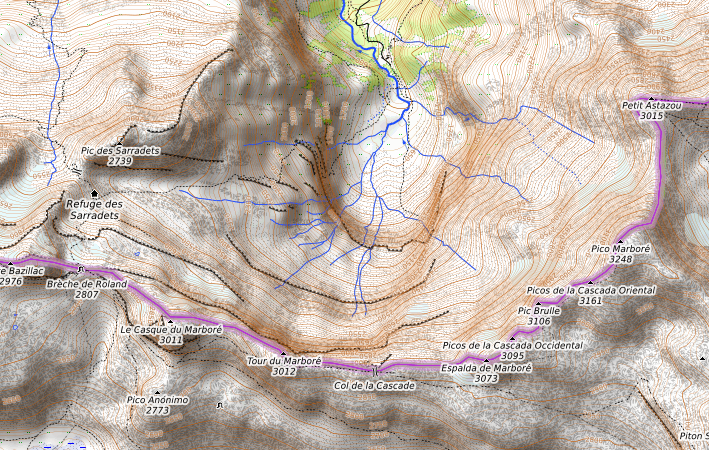
Carta topografica

Il circo di Gavarnie (in francese: cirque de Gavarnie; in lingua occitana Circ de Gavarnia, in dialetto guascone area de Gavarnia) è un circo naturale di tipo glaciale situato nel massiccio montagnoso dei Pirenei, nel territorio del comune francese di Gavarnie (Alti Pirenei) nella regione dei Midi-Pirenei.

## Descrizione
Esso fa parte del Parco nazionale dei Pirenei ed è stato classificato nel 1997 Patrimonio dell'umanità da parte dell'UNESCO nell'ambito del Monte Perdido.

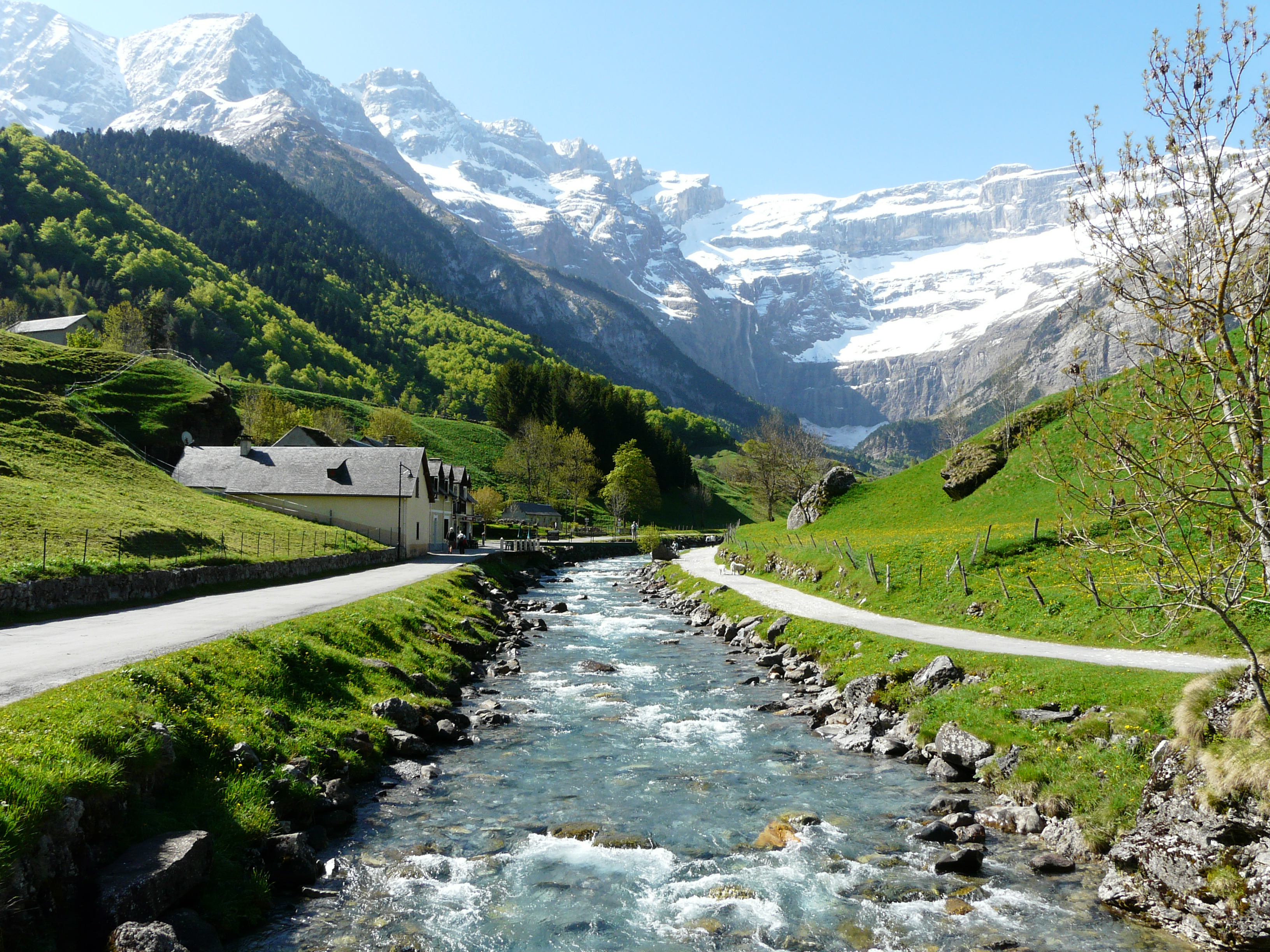
Il gave de Gavarnie con il circo di Gavarnie innevato
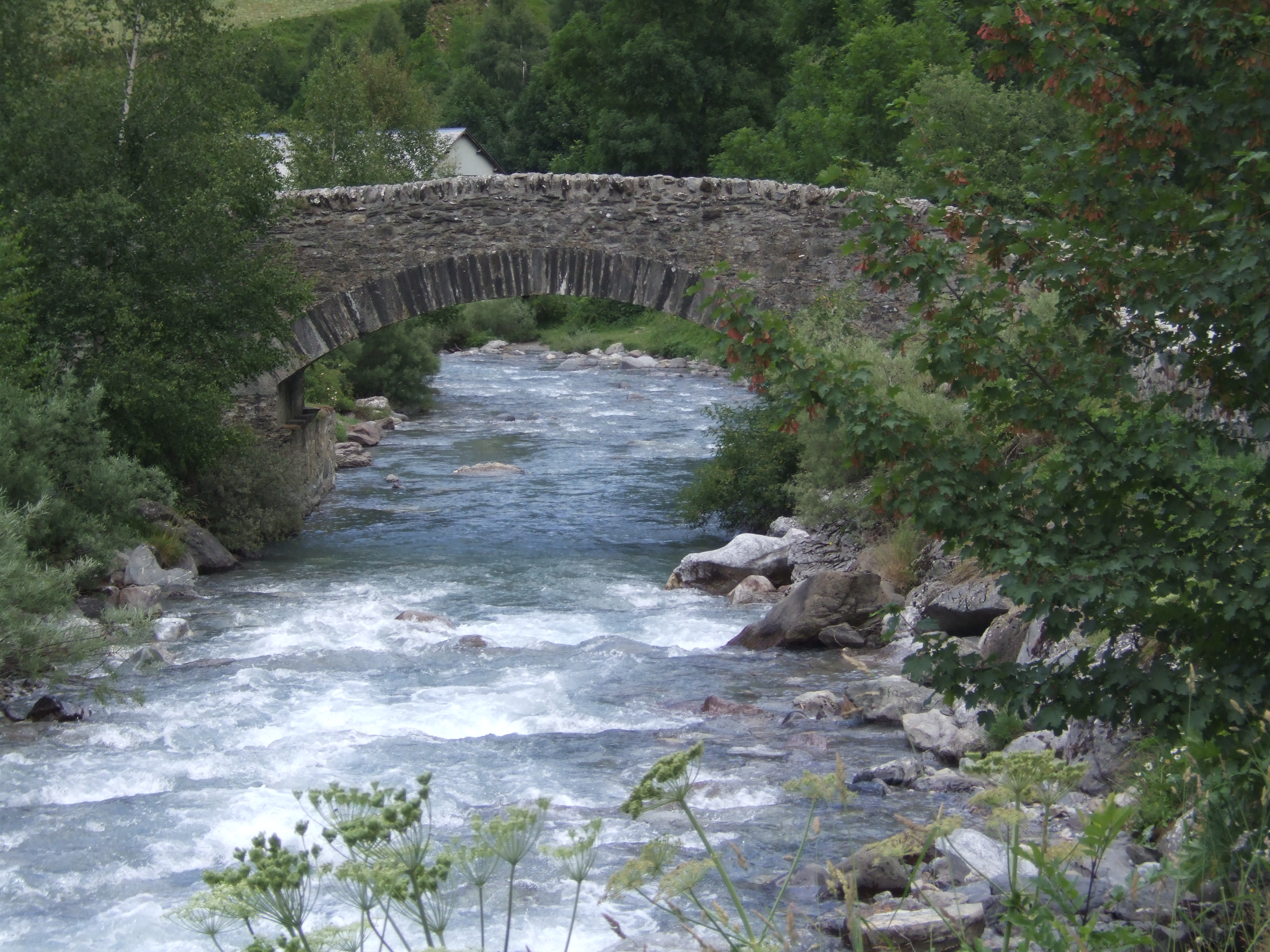
La Gave di Gavarnie, nelle "Gole di Gavarnie"
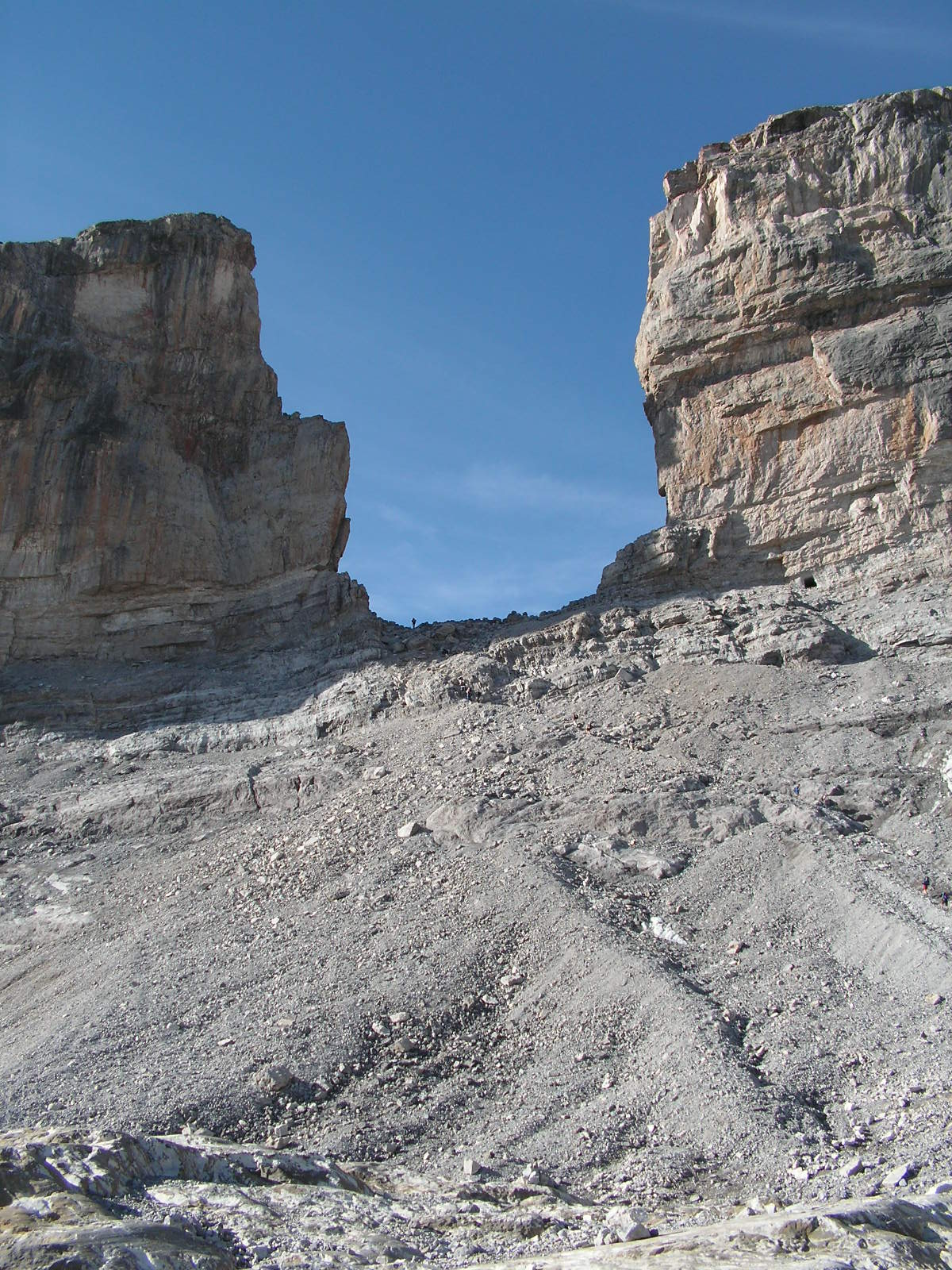
La Breccia di Orlando, vista dal lato francese.

Esso è circondato da numerose cime: la Gran cima d'Astazou, la cima del Marboré, la cima della Cascata orientale, la Torre di Gavarnie, il cappuccio di Gavarnie e la cima del Taglione (in francese Taillon).
Al centro del circo vi sono le cascate di Gavarnie, la maggiore delle quali, alta 422 m, è la cascata più alta d'Europa. Esse costituiscono la sorgente del torrente Gave de Gavarnie che forma poi il fiume Gave de Pau, affluente del fiume Adour.
Il circo ha un diametro di sei chilometri. I terreni di calcare grigio, ocra o rosato si elevano fino a 3.000 metri s.l.m. e la zona è un esempio di falda di "carreggiamento".
L'altezza delle pareti del circo di Gavarnie giunge fino a 1.500 metri in tre piani successivi, separati da banchine di pendenza inferiore. Fa parte del circo anche la breccia di Orlando, curiosità geologica, incisione glaciale, che può essere raggiunta dal Refuge des Sarradets, un rifugio di montagna, con circa un'ora di cammino.
Il circo di Gavarnie è una delle località più visitate dai turisti nei Pirenei.

## Flora
La presenza d'esemplari d'aconito antora a fiori blue è stata rilevata nel settembre 1839. Johan Emanuel Zetterstedt ha enumerato circa cento piante trovate a Gavarnie, fra le quali zafferano maggiore, anemone giallo, ranuncolo-erba tora e alpestre, ranuncolo flavagello, aquilegia pyrenaica, coincya cheiranthos, erucastro comune, barbarea verna, draba tomentosa, pritzelago alpina, viola gialla, reseda glauca, poligala amarella, silene alpestre, saponaria caespitosa, gypsophila repens, sagina saginoides, arenaria ciliata e purpurascens, peverina a foglie strette, geranio cenerino, etc.

### Immagini della flora

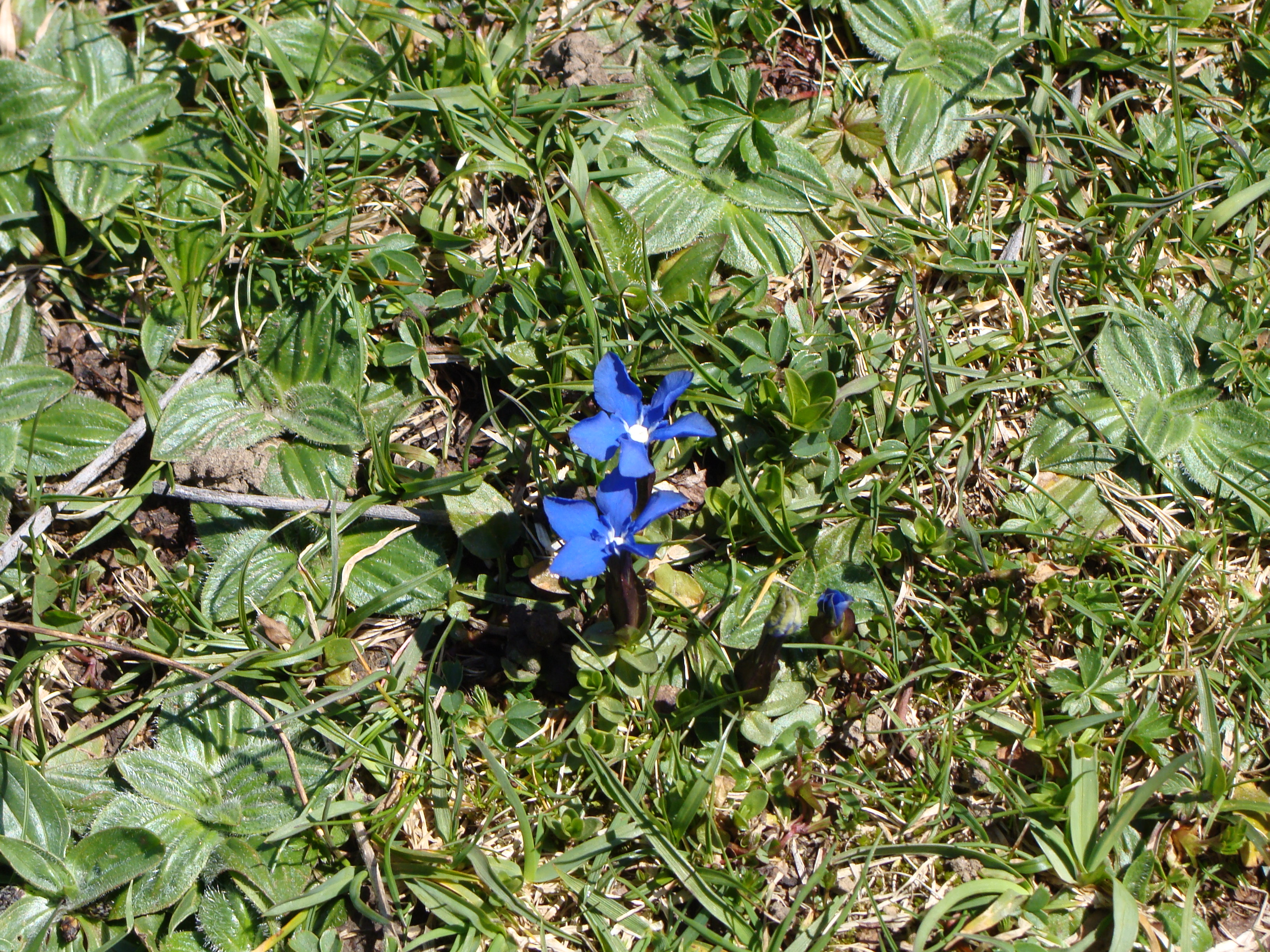
Gentiana verna
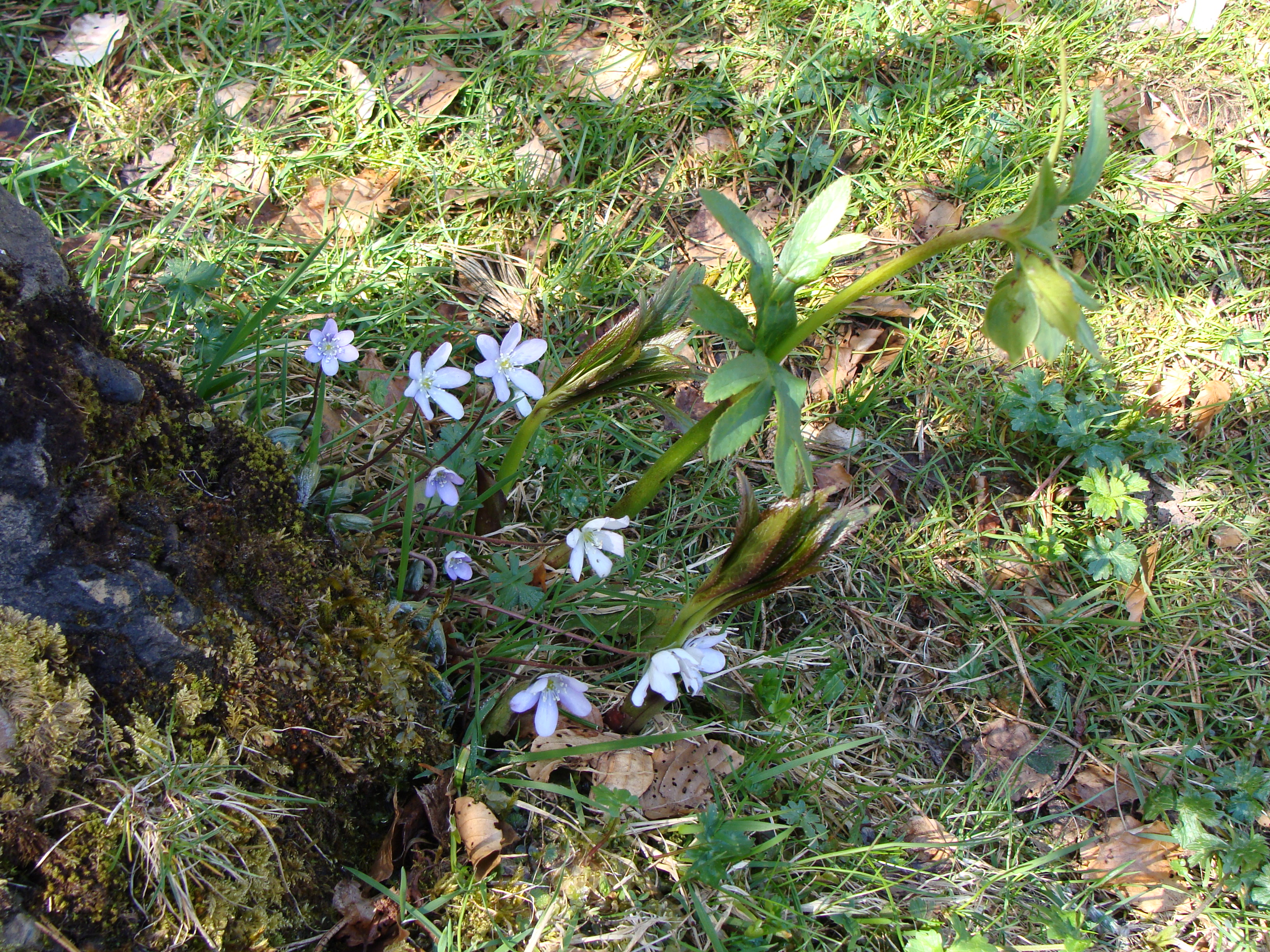
Hepatica nobilis
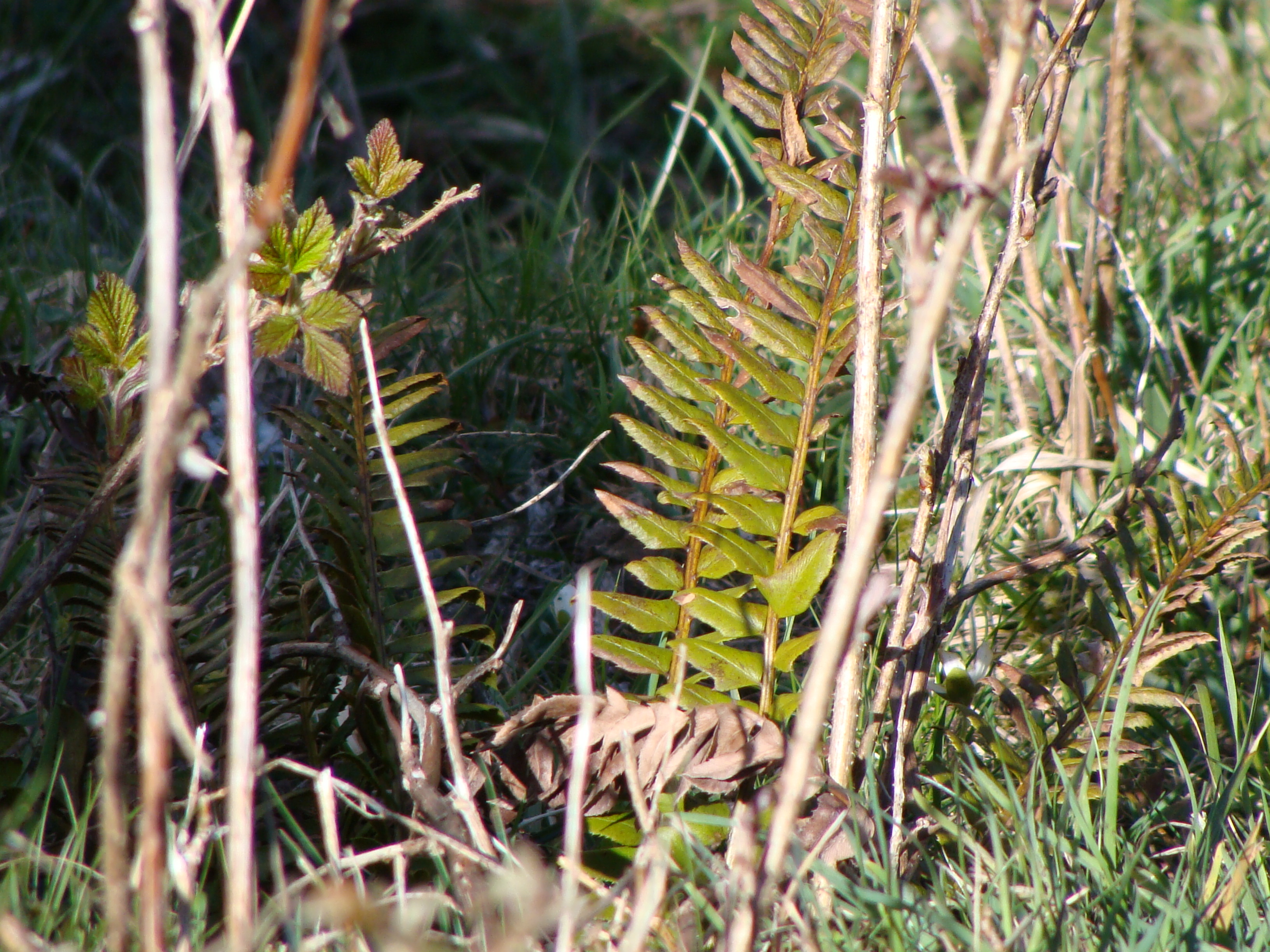
Polystichum lonchitis